# Tiziana Scandaletti
Tiziana Scandaletti (Padova, 16 dicembre 1961) è un soprano italiano e vocal performer specializzato in musica da camera del Novecento e contemporanea.

## Biografia
Diplomata a pieni voti in Canto al Conservatorio di Vicenza e laureata con lode in Lettere all'Università di Padova, si è perfezionata con Albarosa, Clemencich, Curtis, Puecher, von Ramm e Susanna Ghione. Ha vinto premi nazionali e internazionali. Il Washington Post del 31 marzo 2010 l'ha definita "a big voice who projected both humour and teatricality vividly".
Ha inciso per le etichette Ariston-Ricordi, Curci (Du Dunkelheit di Giacomo Manzoni), Edipan, Nuova Era (due CD monografici dedicati a Giorgio Federico Ghedini e due dedicati a Alfredo Casella e Franco Alfano), Stradivarius (sei CD La voce contemporanea in Italia - Voll. 1, 2, 3, 4, 5, 6 e il CD La voce crepuscolare), Urania Records (Tosti 1916. The last Songs).
Le sue collaborazioni vanno dal Teatro alla Scala all'Accademia Nazionale di Santa Cecilia, con un'attività particolarmente intensa nella formazione del Duo Alterno (con Riccardo Piacentini compositore e pianista) per la quale ha tenuto concerti e master-class in oltre quaranta Paesi di cinque continenti. Recenti le esibizioni alla Bilkent University di Ankara, il Bangkok Art and Culture Centre, The Arts House di Singapore, le Università di Albuquerque in Nuovo Messico, Berkeley e Stanford in California, Portland in Oregon e al Gasteig di Monaco, il BKA Theater di Berlino, il conservatorio "P. I. Čajkovskij" di Mosca, il Beijing Modern Music Festival di Pechino, la Walt Disney Concert Hall / REDCAT di Los Angeles.
Per lei hanno scritto numerosi compositori, tra cui Marcello Abbado, Victor Andrini, Umberto Bombardelli, Gilberto Bosco, Beatrice Campodonico, Pieralberto Cattaneo, Fabio Cifariello Ciardi, Alberto Colla, Giorgio Colombo Taccani, David Froom, Luigi Esposito, Ada Gentile, Giuseppe Giuliano, Adriano Guarnieri, Richard Hermann, Carlo Alessandro Landini, Paola Livorsi, Luca Lombardi, Giovanni Mancuso, Giacomo Manzoni, Ennio Morricone, Marcela Pavia, Riccardo Piacentini, Alessandro Solbiati, Dimitri Scarlato, Rossella Spinosa, Daniela Terranova, Roberta Vacca, Fabio Vacchi, Dmitri Yanov-Yanovski. Ha collaborato con il violinista di Toronto Jeremy Bell, il violocellista Francesco Dillon, la danzatrice e coreografa di Dresda Katja Erfurth, il chitarrista di Portland Bryan Johanson, il trombonista Michele Lomuto, il violinista Massimo Marin, il flautista Massimo Mercelli, la flautista Sara Minelli, la flautista Anna Maria Morini, il flautista Giuseppe Nova, il clarinettista Rocco Parisi, gli scrittori e drammaturghi Sandro Cappelletto e Quirino Principe, la violoncellista di New York Madeleine Shapiro. Tra gli ensemble e le orchestre (in veste solistica): Gruppo Fiati Musica Aperta di Bergamo, Nuovo Contrappunto di Firenze, Penderecki String Quartet di Toronto, Pentarte Ensemble di Roma, Studio for New Music di Mosca, Orchestra del Teatro Comunale di Bologna, Orchestra del Teatro Filarmonico di Verona, Orchestra Filarmonica Nazionale di Baku, Orchestra I Pomeriggi Musicali di Milano.
È autrice di saggi musicologici editi da Cleup, Curci, Il Saggiatore, Il Santo, Neri Pozza e Il Mulino ed è titolare della cattedra di Musica vocale da camera al Conservatorio Verdi di Milano.

## Discografia
- 1993 - Lipso (Venezia alata CDVA 01)
- 1993 - Nella profondità dell'anima (Ariston-Ricordi ARCL CD 34)
- 1996 - Musiche in esposizione - voll. 1 e 2 (Rive-Gauche Concerti - CRIM)
- 1997 - La crava mangia 'l muri (Datum-Stradivarius DAT 80006)
- 1998 - Mal'akhim (Nuova Era (CD 7336)
- 1999 - Giacomo Manzoni. Du Dunkelheit (Curci E. 11326 C.)
- 1999 - Musiche dell'aurora (Fondazione Italiana per la Fotografia - Rive-Gauche Concerti RG 00005)
- 1999 - Shahar (Curci E. 11351 C.)
- 2000 - Musiche per Pellizza da Volpedo (Nuova Era CD 7351)
- 2000 - Giorgio Federico Ghedini. Musica sacra (Nuova Era CD 7354)
- 2001 - Arie condizionate (Fondazione Italiana per la Fotografia - Rive-Gauche Concerti RG 00009)
- 2001 - Giorgio Federico Ghedini. Canti e strambotti (Nuova Era CD 7365)
- 2002 - Alfredo Casella. Liriche (Nuova Era CD 7371)
- 2003 - Treni persi (Provincia di Torino - Rive-Gauche Concerti RG 00012)
- 2004 - Mina miniera mia (Provincia di Torino - Rive-Gauche Concerti RG 00014)
- 2004 - Musiche della Reggia di Venaria Reale (Regione Piemonte - Rive-Gauche Concerti RG 00015)
- 2004 - Franco Alfano. Liriche da Tagore (Nuova Era CD 7388)
- 2005 - La voce contemporanea in Italia - vol. 1 (Stradivarius STR 33708)
- 2006 - La voce contemporanea in Italia - vol. 2 (Stradivarius (STR 33743)
- 2007 - La voce contemporanea in Italia - vol. 3 (Stradivarius STR 33769)
- 2007 - Italienicher Gesangsabend mit dem Duo Alterno (Steirischer Tonkünstler Bund STB 07/07)
- 2009 - La voce contemporanea in Italia - vol. 4 (Stradivarius STR 33833)
- 2010 - La voce crepuscolare (Stradivarius STR 33839)
- 2011 - La voce contemporanea in Italia - vol. 5 (Stradivarius STR 33895)
- 2013 - La voce contemporanea in Italia - vol. 6 (Stradivarius STR 33976)
- 2017 - Francesco Paolo Tosti. The Last Songs, on original Erard piano  (Urania LDV 14033)